# Henryk XIV von Reuss
Henryk XIV Reuss młodszej linii (ur. 28 maja 1832 w Coburgu, zm. 29 marca 1913 w Schleiz) – niemiecki książę, panował jako książę Reuss linii młodszej w latach 1867–1908 roku, a jako regent Reuss starszej linii w latach 1902–1908.

## Życie
Henry XIV był najstarszym synem księcia Henryka LXVII Reuss młodszej linii i księżniczki Adelajdy Ebersdorf Reuss (1800–1880), córki księcia Henryka LI Reuss-Ebersdorf (1761/22).
Był regentem za panowania swego syna Henryka XXVII Reuss młodszej linii od 15 października 1908 do 29 marca 1913.
W 1869 roku ustanowił Krzyż Honorowy Książęcy Reusski, order Domu Reuss.
Henryk XIV 6 lutego 1858 w Pokoju zawarł małżeństwo z księżną Agnieszką Wirtemberską (1835–1886), córką księcia Eugeniusza Wirtemberskiego (drugiej śląskiej linii) i księżniczki Heleny von Hohenlohe-Langenburg. Para miała dwoje dzieci:
- Henryka XXVII (1858–1928); który zawarł małżeństwo 11 listopada 1884 w Langenburgu z księżniczką Elizą Hohenlohe-Langenburg (1864–1929)
- Elżbietę (1859–1951); która zawarła małżeństwo 17 listopada 1887 w Lipsku z księciem Hermannem zu Solms-Braunfels (1845–1900).

14 lutego 1890 w Lipsku książę Heinrich XIV zawarł małżeństwo morganatyczne z Friederike Graetz (1851–1907), jako Panią na Saalburgu. Z nią miał jedno dziecko:
- barona Henryka von Saalburga (1875–1954); który zawarł małżeństwo 23 kwietnia 1924 w Hamburgu z Margaret Grönwoldt (1893–1965).